# 1996

## Събития
- 8 януари – Товарен самолет „Антонов Ан-32“ се разбива в претъпкан пазар в Киншаса, Заир, убива до 223 души на земята; двама от шестима членове на екипажа също загиват.
- 10 февруари – Компютър побеждава Гари Каспаров на шах.
- 29 февруари – Самолетът при полет 251 на „Фосет Перу“ катастрофира в Андите, загиват 123 души на борда.
- 9 март – Хорхе Сампайо е избран за президент на Португалия.
- 3 април – „Боинг Т-43“ на ВВС на САЩ се разбива близо до летище „Дубровник“ в Хърватия и убива 35 души, включително министъра на търговията Рон Браун.
- 11 май – Пожар, който започва от неправилно обработени химически генератори на кислород в товарното отделение на самолета при полет 592 на „ВалюДжет“, който пътува за Атланта от Маями, причинява катастрофата на машината във Флорида Евърглейдс и убива всички 110 души на борда.
- 24 май – Клуб НЛО започва излъчване по БНТ.
- 17 юли – Самолетът при полет 800 на „Транс Уърлд Еърлайнс“ експлодира и се разбива в Атлантическия океан близо до Източен Моричес, щата Ню Йорк, загиват всичките 230 души на борда.
- 19 юли – 4 август – Провеждат се XXVI летни олимпийски игри в Атланта, САЩ.
- 29 август – Самолетът при полет 2801 на „Внуковски авиолинии“ се разбива  във върха на планината Операфьелет, Норвегия и убива всички 141 души на борда.
- 3 септември – Самолетът при полет 7081 на „Хемус Ер“ от Бейрут за София, е отвлечен от палестинеца Хазем Салах Абдула и приземен във Варна. Българските власти успяват да договорят освобождаването на всички 150 пътници на борда, след което похитителят излита със самолета и каца в Осло, Норвегия.
- 2 октомври – Андрей Луканов е убит пред дома му в София.
- 27 октомври – 3 ноември – президентски избори в България
- 31 октомври – Самолетът при полет 402 на „TAM Транспортс Ейриос Ридженайс“ се разбива след излитане от Сао Пауло, Бразилия и убива всички 95 души на борда.
- 12 ноември – Самолетът при полет 763 на „Саудиа“ и този при полет 1907 на „Казахстан Еърлайнс“ се сблъскват във въздуха в Чархи Дадри, Индия; загиват 349 души.
- 23 ноември – Самолетът при полет 961 на „Етиопиън Еърлайнс“ е отвлечен на път за Найроби от трима етиопци. След принудително приводняване, машината се разбива и загиват 125 души (включително 3 похитители).
- 21 декември – започва политическа, икономическа и финансова криза в България. Жан Виденов подава оставка като министър-председател и като председател на БСП.

## Родени
- 25 април – Алисън Ашли Арм, американска актриса
- 1 юни – Том Холанд, британски актьор
- 4 юни – Мария Бакалова, българска актриса
- 24 юни – Харис Дикинсън, британски актьор
- 1 септември – Зендая, американска актриса и певица
- 6 септември – Мила Роберт, българска певица, художничка, актриса и активистка
- 30 септември – Симона Загорова, българска поп певица
- 3 октомври – Анджей Джандев, български политик и инженер
- 28 ноември:
  - Антон Славков, български футболист
  - Любомира Башева, българска актриса
- 21 декември – Атанас Колев, български рап певец

## Починали
- Йордан Филипов, български футболист (* 1946 г.)
- Никола Николов, български футболист (* 1908 г.)
- Георги Пашев, български авиатор (* 1901 г.)
- Георгиос Вафопулос, гръцки поет (* 1903 г.)
- Едмънд Хаполд, британски инженер (* 1930 г.)

Януари
- 1 януари – Фулвио Нести, италиански футболист (* 1925 г.)
- 5 януари – Яхия Аяш, палестински терорист (* 1966 г.)
- 8 януари
  - Франсоа Митеран, президент на Франция (* 1916 г.)
  - Теобалдо Депетрини, италиански футболист и треньор (* 1913 г.)
- 9 януари – Уолтър М. Милър-младши, американски писател (* 1923 г.)
- 19 януари – Дон Симпсън, американски филмов продуцент (* 1943 г.)
- 20 януари – Джери Мълиган, американски джаз музикант (* 1927 г.)
- 24 януари – Стоян Христов, писател (* 1899 г.)
- 27 януари – Стефан Дичев, български писател (* 1920 г.)
- 28 януари – Йосиф Бродски, руски поет, лауреат на Нобелова награда за литература през 1987 г. (* 1940 г.)

Февруари
- 2 февруари – Джийн Кели, американски актьор, певец и танцьор (* 1912 г.)
- 9 февруари – Адолф Галанд, германски пилот и офицер (* 1912 г.)
- 14 февруари – Боб Пейсли, английски футболист и футболен мениджър (* 1919 г.)
- 16 февруари – Милош Копецки, чешки актьор (* 1922 г.)
- 17 февруари – Ерве Базен, френски писател (* 1911 г.)

Март
- 3 март – Маргьорит Дюрас, френска писателка (* 1914 г.)
- 4 март – Гаврил, глава на МПЦ (* 1912 г.)
- 13 март
  - Кшищоф Кешльовски, полски режисьор (* 1941 г.)
  - Иван Араклиев, деец на БРП (к) и партизанин (* 1915 г.)
- 15 март – Волфганг Кьопен, германски писател (* 1906 г.)
- 18 март – Одисеас Елитис, гръцки поет (* 1911 г.)
- 19 март – Климент Цачев, български писател и драматург (* 1925 г.)
- 26 март - Ерик Райт (Eazy-E), американски рапър (*1964г.)
- 31 март – Йовчо Караиванов, български народен певец (* 1926 г.)

Април
- 6 април – Гриър Гарсън, британско-американска актриса (* 1904 г.)
- 12 април – Март Робер, френска преводачка (* 1914 г.)
- 20 април – Кристофър Робин Милн, английски писател, първообраз на героя Кристофър Робин от книгата „Мечо Пух“ (* 1920 г.)
- 21 април – Джохар Дудаев, чеченски сепаратист (* 1944 г.)
- 22 април – Асен Асенов Хаджиолов, български учен и политик (* 1930 г.)
- 23 април – Памела Травърз, австралийско-британска писателка (* 1899 г.)
- 28 април – Димитър Николов Спасов, български писател и поет (* 1925 г.)

Май
- 3 май г. – Херман Кестен, немски писател (* 1900 г.)
- 22 май – Джордж Смит, американски писател (* 1922 г.)
- 25 май – Димитър Йорданов, български футболист (* 1929 г.)
- 31 май – Тимъти Лири, американски психолог, автор на книги (* 1920 г.)

Юни
- 15 юни – Ела Фицджералд, американска певица (* 1917 г.)
- 17 юни – Томас Кун, американски философ и историк (* 1922 г.)
- 21 юни – Кирил Варийски, български актьор (* 1954 г.)
- 22 юни – Недялка Керанова, български народен певец (* 1941 г.)
- 23 юни – Андреас Папандреу, гръцки политик (* 1919 г.)
- 26 юни – Едуард Захариев, български кинорежисьор (* 1938 г.)

Юли
- 7 юли – Вера Недкова, българска художничка (* 1908 г.)
- 10 юли – Ено Рауд, естонски писател (* 1928 г.)
- 30 юли
  - Клодет Колбер, американска актриса от френски произход (* 1903 г.)
  - Магда Шнайдер, немска актриса (* 1909 г.)

Август
- 8 август – Невил Франсис Мот, британски физик, носител на Нобелова награда (* 1905 г.)
- 11 август – Ванга, българска пророчица (* 1911 г.)
- 12 август – Виктор Амбарцумян, арменски астроном (* 1908 г.)
- 14 август – Серджу Челибидаке, диригент (* 1912 г.)
- 20 август – Маргарита Дикова, българска хореографка и танцова фолклористка (* 1916 г.)
- 24 август – Христо Младенов, български футболист (* 1928 г.)

Септември
- 1 септември – Люба Велич, българо-австрийска певица (* 1913 г.)
- 2 септември – Георги Георгиев – Гец, български актьор (* 1926 г.)
- 10 септември – Стефан Гецов, български актьор (* 1932 г.)
- 12 септември – Ернесту Гайзел, бразилски офицер и политик (* 1907 г.)
- 13 септември – Тупак Шакур, американски музикант (* 1971 г.)
- 19 септември – Хелмут Хайсенбютел, немски писател (* 1921 г.)
- 20 септември – Пал Ердьош, унгарски математик (* 1913 г.)
- 24 септември – Хенри Гордън, американски тест пилот (* 1925 г.)
- 30 септември – Саздо Иванов, български учен (* 1899 г.)

Октомври
- 2 октомври – Андрей Луканов, български политик (* 1938 г.)
- 4 октомври – Силвио Пиола, италиански футболист (* 1913 г.)
- 6 октомври – Кирил Костов, български флейтист и общественик (* 1924 г.)
- 10 октомври – Коста Църнушанов, български общественик (* 1903 г.)
- 11 октомври
  - Уилям Викри, американски икономист, посмъртно получава Нобелова награда за икономика през 1996 г. (* 1914 г.)
  - Пиер Гримал, френски историк и писател (* 1912 г.)
- 12 октомври – Жан Рене Лакост, френски тенисист (* 1904 г.)
- 17 октомври – Герхард Холц-Баумерт, немски писател (* 1927 г.)
- 23 октомври – Борис Симеонов, български езиковед (* 1925 г.)

Ноември
- 3 ноември
  - Абдула Чатлъ, турски ултранационалист (* 1956 г.)
  - Жан-Бедел Бокаса, централноафрикански диктатор (* 1921 г.)
- 5 ноември – Димитър Пеев, български писател (* 1919 г.)
- 16 ноември
  - Васил Спасов, български футболист (* 1919 г.)
  - Дондиньо. бразилски футболист (* 1917 г.)
- 21 ноември – Абдус Салам, пакистански физик, носител на Нобелова награда (* 1926 г.)
- 22 ноември
  - Мария Казарес, френска актриса (* 1922 г.)
  - Боян Боянов, български стоматолог (* 1914 г.)

Декември
- 1 декември – Бабрак Кармал, афганистански политик (* 1929 г.)
- 3 декември – Жорж Дюби, френски историк (* 1919 г.)
- 7 декември – Михаил Пенчев, български режисьор (* 1926 г.)
- 8 декември – Ролф Бломберг, шведски изследовател (* 1912 г.)
- 9 декември – Начо Папазов, български политик (* 1921 г.)
- 16 декември – Лауренс ван дер Пост, южноафрикански-британски писател (* 1906 г.)
- 17 декември – Станко Тодоров, български политик (* 1920 г.)
- 19 декември – Марчело Мастрояни, италиански актьор (* 1924 г.)
- 20 декември – Карл Сейгън, американски астроном, астробиолог и популяризатор на науката (* 1934 г.)
- 22 декември – Иван Спасов, български композитор и диригент (* 1934 г.)

## Нобелови награди
- Физика – Дейвид Ли, Дъглас Ошероф, Робърт Ричардсън
- Химия – Робърт Кърл, Харолд Крото, Ричърд Смоли
- Физиология или медицина – Питър Дохърти, Ролф Цинкернагел
- Литература – Вислава Шимборска
- Мир – Карлош Фелипе Шименеш Бело, Жозе Рамош Орта
- Икономика – Джеймс Мърлийс, Уилям Викрий

Вижте също:
- календара за тази година